# Возрождение (Тюменская область)
Возрождение — упразднённая деревня в Заводоуковском районе Тюменской области России. На момент упразднения входила в состав Новозаимковского сельсовета. Исключена из учётных данных в 1996 году, в связи с выбытием жителей и прекращением существования.

## География
Располагалась на безымянном ручье, притоке реки Ольховка, на расстоянии примерно 0,5 километров (по прямой) к югу от села Новая Заимка.

## Население
| 1989 |
| ---- |
| 0    |